# Honkin’ on Bobo
Honkin' on Bobo — четырнадцатый студийный альбом американской группы Aerosmith, вышедший в 2004 году на лейбле Columbia Records.
В альбом включены одиннадцать кавер-версий и одна оригинальная песня под названием «The Grind». Альбом отражает блюзовое влияние на творчество группы и демонстрирует «сырое» звучание, чем-то напоминающее их работы 70-х годов.
Достигнув 5 строчки в рейтинге The Billboard 200, группа продала 590.000 копий альбома, и в октябре 2006 года Honkin' on Bobo получил статус «золото».
В соответствии с большим количеством сексуального сленга и скрытых намёков, которые включает Стивен Тайлер в свои стихи, идиома 'honking on bobo' обозначает на сленге фелляцию.

## Список композиций
1. «Road Runner» (Эллас МакДаниэл) — 3:46
2. «Shame, Shame, Shame» (Руби Фишер, Кеньон Хопкинс) — 2:15
3. «Eyesight to the Blind» (Санни Бой Уильямсон II) — 3:10
4. «Baby, Please Don't Go» (Биг Джо Вильямс) — 3:24
5. «Never Loved a Girl» (Ронни Шэнон) — 3:12
6. «Back Back Train» (Ф. МакДауэлл) — 4:24
7. «You Gotta Move» (Гари Дэвис/Ф. МакДауэлл) — 5:30
8. «The Grind» (Марти Фредериксен, Перри, Тайлер) — 3:47
9. «I’m Ready» (Уилли Диксон) — 4:15
10. «Temperature» (Джон Майкл Коэн, У.Якобс) — 2:52
11. «Stop Messin' Around» (Клифорд Адамс[англ.], Питер Грин) — 4:32
12. «Jesus Is on the Main Line» (народная) — 2:50

## В записи участвовали
- Джоуи Крамер — ударные, фоновый вокал
- Джо Перри — добро, гитара, вокал, фоновый вокал, колёсная лира, слайд-гитара
- Стивен Тайлер — губная гармоника, пианино, вокал, фоновый вокал
- Брэд Уитфорд — гитара
- Том Гамильтон — бас-гитара

Приглашённые участники
- Трейси Бонэм — вокал
- Джонни Джонсон — пианино
- The Memphis Horns — духовые
- Пол Санто — пианино, Орган Хаммонда, язычковый орган, Вурлитзер

## Творческий персонал
- Продюсеры: Джек Дуглас, Марти Фредериксен, Джо Перри, Стивен Тайлер
- Инженеры: Пол Карузо, Марти Фредериксен, Джей Мессина, Брайан Патуральски, Пол Санто
- Продюсирование, микширование, звукоинженер: Марти Фредериксен
- Мастеринг: Боб Людвиг
- A&R: Стив Берковитз, Дон ДеВито
- Специалисты по гитарам: Грег Ховард, Джим Сарвис
- Художественные руководители: Кристофер Остофчук, Дэвид Бетт
- Дизайн: Фузако Чубачи, Мишель Хольм
- Фотографы: Джон Байонелли, Майкл Колеман, Росс Халфин

## Свидетельства
| Организация | Уровень | Дата выдачи  |
| ----------- | ------- | ------------ |
| RIAA — USA  | Золото  | 11 мая, 2004 |